# Pseudosaga angolensis
Pseudosaga angolensis är en insektsart som beskrevs av Naskrecki 1994. Pseudosaga angolensis ingår i släktet Pseudosaga och familjen vårtbitare. Inga underarter finns listade i Catalogue of Life.